# 葉里溫植物園
葉里溫植物園是亞美尼亞首都葉里溫的一座植物園，位於植物園市區東北部。葉里溫植物園的佔地面積約80公頃，種植有約200種植物，其中有不少是珍稀植物。葉里溫植物園開業於1935年。